# NGC 2525
NGC 2525 (другие обозначения — MCG −2-21-4, UGCA 135, IRAS08032-1117, PGC 22721) — спиральная галактика с перемычкой, расположенная в созвездии Корма. Расстояние до неё оценивается приблизительно в 70 миллионов световых лет. Она была открыта английским астрономом Уильямом Гершелем 23 февраля 1791 года. Этот объект входит в число перечисленных в оригинальной редакции «Нового общего каталога».

## Характеристики
Галактику NGC 2525 можно наблюдать в телескоп в северной части созвездия Корма, практически на границе с созвездием Единорога. Невооружённым глазом её не видно. Лучшее время наблюдения — февраль.
В галактике вспыхнула сверхновая SN 2018gv типа Ia. Источником вспышки являлся термоядерный взрыв на белом карлике благодаря падению на его поверхность аккреционного вещества. Пиковая видимая звёздная величина вспышки составила 16,5. По яркости она превосходила Солнце в 5 миллиардов раз.